# Yamina Bachir
Yamina Bachir (Argel, 20 de março de 1954 – Argel, 3 de abril de 2022) foi uma directora de cinema argelina e roteirista. Seu filme Rachida foi mostrado na secção de Consideração Segura no Festival de cinema de Canes em 2002.

## Carreira e vida pessoal
Atendeu frequentou à Escola Nacional de Cinema e TV onde  estudou edição. É conhecida por seu trabalho Rachida, que levou cinco anos para produzir. Rachida tem sido o filme argelino mostrado para o prémio de Certain Regard.
Bachir foi casada com seu colega diretor argelino Mohammed Chouikh. Tem um filho e três filhas. Faleceu em 3 de abril de 2022.

## Filmografia
- Sandstorm (1982)
- Rachida (2002)